# Щитна (Підкарпатське воєводство)
Щитна (пол. Szczytna) — село в Польщі, у гміні Павлосюв Ярославського повіту Підкарпатського воєводства.
Населення — 315 осіб (2011).

## Історія
Село вперше згадується у документах XV ст. Тоді воно разом з іншими Ярославськими землями належало представнику роду Тарновських, Спитку з Тарнова (або Спитек з Ярослава), засновнику нової гілки роду Тарновських — Ярославські. Після анексії поляками лівобережне Надсяння півтисячоліття піддавалось інтенсивній латинізації та полонізації.
За переписом 1881 року переписом населення у селі було 34 будинки і проживало 188 мешканців, з них 176 римо-католиків, 5 греко-католиків, 9 євреїв. Греко-католики належали до парафії Ярослав Ярославського деканату Перемишльської єпархії.
У 1936 р. в селі було 23 греко-католики. Село належало до ґміна Павлосюв Ярославського повіту Львівського воєводства.
У 1975—1998 роках село належало до Перемишльського воєводства.

## Демографія
Демографічна структура станом на 31 березня 2011 року:
|          | Загалом | Допрацездатний вік | Працездатний вік | Постпрацездатний вік |
| -------- | ------- | ------------------ | ---------------- | -------------------- |
| Чоловіки | 148     | 24                 | 108              | 16                   |
| Жінки    | 167     | 28                 | 102              | 37                   |
| Разом    | 315     | 52                 | 210              | 53                   |